# Лангелово
Лангелово (фин. Lankila) — упразднённая деревня на территории Тельмановского городского поселения Тосненского района Ленинградской области.

## История
Впервые упоминается в Писцовой книге Водской пятины 1500 года как деревня Лянгино в Никольском Ижерском погосте Новгородского уезда.
Как деревня Longila она упоминается на шведской «Карте бывших губерний Иван-Города, Яма, Капорья и Нэтеборга» Ф. Ф. Бергенгейма 1676 года.
Под названием Langula обозначена на «Генеральной карте провинции Ингерманландии» Э. Белинга и А. Андерсина 1704 года.
Как деревня Лангелова нанесена на «Карту Санкт-Петербургской губернии из атласа Горного Училища» 1792 года.
Под названием Лангелова деревня обозначена на карте Санкт-Петербургской губернии 1800 года и «Карте окружности Санкт-Петербурга» А. М. Вильбрехта 1810 года. Под названием Лангиля — на «Топографической карте окружности Санкт-Петербурга» 1817 года.

ЛАНГЕЛЕВО — деревня Ведомства Царскосельского дворцового правления, число жителей по ревизии: 22 м. п., 16 ж. п. (1838 год)

В пояснительном тексте к этнографической карте Санкт-Петербургской губернии П. И. Кёппена 1849 года она записана как деревня Lankila (Лангелева), а также указано количество её жителей на 1848 год: эвремейсов — 50 м. п., 58 ж. п., всего 108 человек. Деревня входила в лютеранский приход Инкере.

ЛАНГЕЛЕВО — деревня Царскосельского дворцового правления, по просёлочной дороге, число дворов — 5, число душ — 28 м. п. (1856 год)

ЛАНГЕЛЕВО — деревня удельная при реке Ижоре, число дворов — 5, число жителей: 34 м. п., 30 ж. п.. (1862 год)

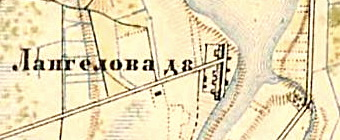
План деревни Лангелово. 1895 год

Согласно военно-топографической карте издания 1895 года деревня насчитывала 8 крестьянских дворов.
В конце XIX — начале XX века деревня административно относилась к Колпинской волости 1-го стана Царскосельского уезда Санкт-Петербургской губернии. По приходским данным население деревни было исключительно финским.
Согласно «Карте района манёвров» издания 1913 года деревня насчитывала 16 дворов.
С 1917 по 1918 год деревня входила в состав Ижорской волости Царскосельского уезда.
С 1918 по 1920 год в составе Путроловского сельсовета Ингеринской волости Детскосельского уезда.
С 1920 года в составе Слуцкой волости.
С 1923 года в составе Троцкого уезда.
С 1924 года в составе Войскоровского сельсовета.
Согласно данным переписи населения СССР 1926 года в деревне Лангилово проживали 109 человек — все финны.
С 1927 года в составе Детскосельской волости.
С 1930 года в составе Тосненского района.
По данным 1933 года деревня  называлась Лангилово и входила в состав Войскоровского сельсовета.
С 1939 года в составе Ям-Ижорского сельсовета.
В 1940 году население деревни составляло 186 человек.

План деревни Лангелово. 1941 год

Согласно топографической карте РККА 1941 года деревня насчитывала 31 двор. 
С 1 сентября 1941 года по 31 декабря 1943 года деревня находилась в оккупации. Исключена из областных административных данных по причине: «После войны не восстановлена», на основании 
постановления Секретариата Президиума Верховного Совета РСФСР от 30 октября 1950 года.
В 2008 году один из проездов микрорайона Новая Ижора в Санкт-Петербурге получил название Лангеловская улица.

## География
Деревня находилась в северной части Тосненского района на автодороге 41К-169 (подъезд к г. Колпино), у границы с Санкт-Петербургом (муниципальным образованием «Город Колпино»).
Деревня находилась на левом берегу реки Ижоры.